# Chaucenne
Chaucenne és un municipi francès situat al departament del Doubs i a la regió de Borgonya - Franc Comtat. L'any 2007 tenia 538 habitants.

## Demografia

### Població
El 2007 la població de fet de Chaucenne era de 538 persones. Hi havia 182 famílies de les quals 24 eren unipersonals (12 homes vivint sols i 12 dones vivint soles), 69 parelles sense fills, 81 parelles amb fills i 8 famílies monoparentals amb fills.
La població ha evolucionat segons el següent gràfic:
Habitants censats

### Habitatges
El 2007 hi havia 190 habitatges, 184 eren l'habitatge principal de la família, 1 era una segona residència i 6 estaven desocupats. 172 eren cases i 18 eren apartaments. Dels 184 habitatges principals, 154 estaven ocupats pels seus propietaris, 28 estaven llogats i ocupats pels llogaters i 1 estava cedit a títol gratuït; 1 tenia una cambra, 12 en tenien tres, 39 en tenien quatre i 131 en tenien cinc o més. 167 habitatges disposaven pel capbaix d'una plaça de pàrquing. A 60 habitatges hi havia un automòbil i a 114 n'hi havia dos o més.

### Piràmide de població
La piràmide de població per edats i sexe el 2009 era:
| Homes | Edats   | Dones |
| ----- | ------- | ----- |
| 0     | 95 o +  | 0     |
| 0     | 90 a 94 | 0     |
| 0     | 85 a 89 | 4     |
| 0     | 80 a 84 | 4     |
| 4     | 75 a 79 | 4     |
| 8     | 70 a 74 | 12    |
| 8     | 65 a 69 | 0     |
| 8     | 60 a 64 | 16    |
| 8     | 55 a 59 | 8     |
| 24    | 50 a 54 | 16    |
| 16    | 45 a 49 | 16    |
| 8     | 40 a 44 | 24    |
| 40    | 35 a 39 | 20    |
| 20    | 30 a 34 | 12    |
| 20    | 25 a 29 | 20    |
| 4     | 20 a 24 | 4     |
| 20    | 15 a 19 | 32    |
| 24    | 10 a 14 | 28    |
| 20    | 5 a 9   | 16    |
| 20    | 0 a 4   | 24    |

## Economia
El 2007 la població en edat de treballar era de 359 persones, 279 eren actives i 80 eren inactives. De les 279 persones actives 259 estaven ocupades (140 homes i 119 dones) i 20 estaven aturades (9 homes i 11 dones). De les 80 persones inactives 25 estaven jubilades, 40 estaven estudiant i 15 estaven classificades com a «altres inactius».

### Ingressos
El 2009 a Chaucenne hi havia 180 unitats fiscals que integraven 543,5 persones, la mediana anual d'ingressos fiscals per persona era de 18.710 €.

### Activitats econòmiques
Dels 18 establiments que hi havia el 2007, 9 eren d'empreses de construcció, 1 d'una empresa de transport, 2 d'empreses d'hostatgeria i restauració, 1 d'una empresa financera, 2 d'empreses immobiliàries, 2 d'empreses de serveis i 1 d'una empresa classificada com a «altres activitats de serveis».
Dels 10 establiments de servei als particulars que hi havia el 2009, 2 eren paletes, 1 guixaire pintor, 3 lampisteries, 1 electricista, 1 restaurant i 2 agències immobiliàries.
L'any 2000 a Chaucenne hi havia 3 explotacions agrícoles.

## Equipaments sanitaris i escolars
El 2009 hi havia una escola maternal integrada dins d'un grup escolar amb les comunes properes formant una escola dispersa.

## Poblacions més properes
El següent diagrama mostra les poblacions més properes.